# Пергамско царство
Пергамското царство (на старогръцки: Πέργᾰμον) е историческо царство от елинистическата епоха в северозападната част на Мала Азия, съществувало в периода 283 – 133 г. пр.н.е. със столица град Пергам.

## История
Отделя се от Древна Македония след смъртта на Лизимах. Първи владетел става Филитер. По време на войните на Рим с Македония е съюзник на Рим.
Населението на Пергам включва различни местни племена (мизийци, пафлагонци и др.), а също така атиняни и македонци. В границите на царството влизат редица полиси: едни от тях се управляват от владетели от династията на Аталидите, други са автономни. Царят контролира хазната, назначава стратези. Най-големия си разцвет царството достига при Евмен I (263 – 241 г. пр.н.е.) и Евмен II (197 – 159 г. пр.н.е.).
В царството са сечени сребърни монети с изображения на царете. Царете са покровители на изкуствата, литературата, науката. В двора на Аталидите работят известни скулптори. Например известният Пергамски олтар е създаден в чест на победата на Атал I над галатите през 231 г. пр.н.е. В хода на Сирийските войни (274 -168 г. пр.н.е.) между Селевкидите и Птолемеите Пергамското царство разширява съществено своите граници за сметка на Фригия, Йония и Малоазийска Мизия. Изиграва фактическа роля на проводник на римското влияние.
Постепенно царството започва да губи значение като самостоятелна държава. Атал III очевидно счита, че подчинението на Рим е неизбежно и през 133 г. пр.н.е. му завещава царството. Въпреки оказаната народна съпротива, предвождана от Аристоник Пергамски, римляните основават своята провинция Азия.